# Радий
Радият е радиоактивен метал съдържащ се в урановата руда.
- Атомен номер – 88;
- Атомна маса – 226,02;
- Точка на топене – 973 К / 699,85 °C;
- Точка на кипене – 1413 К / 1139,85 °C

Радият е открит през 1898 г. от Пиер и Мари Кюри. Наименованието идва от латинската дума radius – лъч. Преди и по време на Първата световна война се е използвал като луминофор в ръчните часовници. Днес приложението му е силно ограничено, като се използва единствено за научни цели.
Радият се съдържа в най-богатите на него уранови руди до 0,2 g на тон руда. Понастоящем радият се получава в относително големи количества в Канада.

## Свойства
Радият е сребристо бял метал, достатъчно мек. Радиевите соли багрят безцветния пламък в червено. Разлага студената вода буйно. Той е по-силен редуктор от бария. Прясно получените соли на радия са безцветни, но след късо време се оцветяват в жълто, после в кафяво вследствие на радиоактивно лъчение. Както радият, те всички светят, като на тъмно се наблюдава зелено светене. При отделяне на едно хелиево ядро се получава радон.
Валентността му е непроменлива – винаги втора.

## Разположение в периодичната таблица
Ra е разположен в 7-и период, II А група. Поредният номер е 88 (съответстващ на броя на протоните).